# Short Code
Short Code (с англ. — «Короткий код») — один из первых языков программирования высокого уровня из когда-либо разрабатывавшихся для вычислительных машин. Short Code представляет собой уже не набор машинных кодов, как это было раньше, а полноценные математические выражения, которые затем интерпретируются в машинный код.

## История
Как язык программирования Short Code был предложен Джоном Мокли в 1949 году. Оригинальное название языка, данное автором — Brief Code.
Первая реализация интерпретатора кода была написана Вильямом Шмиттом для компьютера BINAC в 1949 году, но этот интерпретатор никогда не проверялся и не отлаживался. На следующий год Шмиттом была разработана новая версия для UNIVAC I, где уже язык получил название Short Code. Конечный же вариант Short Code был предложен в 1952 году для компьютера Univac II А. Б. Тоником и Дж. Р. Логаном.

## Пример программы
Пример программы на Short Code для вычисления выражения присваивания {\displaystyle a=(b+c)/b\times c}.
Процесс ручного преобразования математического выражения в Short Code:
```
X3 =  (  X1 +  Y1 )  /  X1 * Y1   
замена переменных

X3 03 09 X1 07 Y1 02 04 X1   Y1   
замена операторов и круглых скобок

                                  
Замечание: умножение описывается простым размещением рядом переменных

07Y10204X1Y1                      
группировка в слова по 12 байт.

0000X30309X1
```